# Eliyahu Berligne

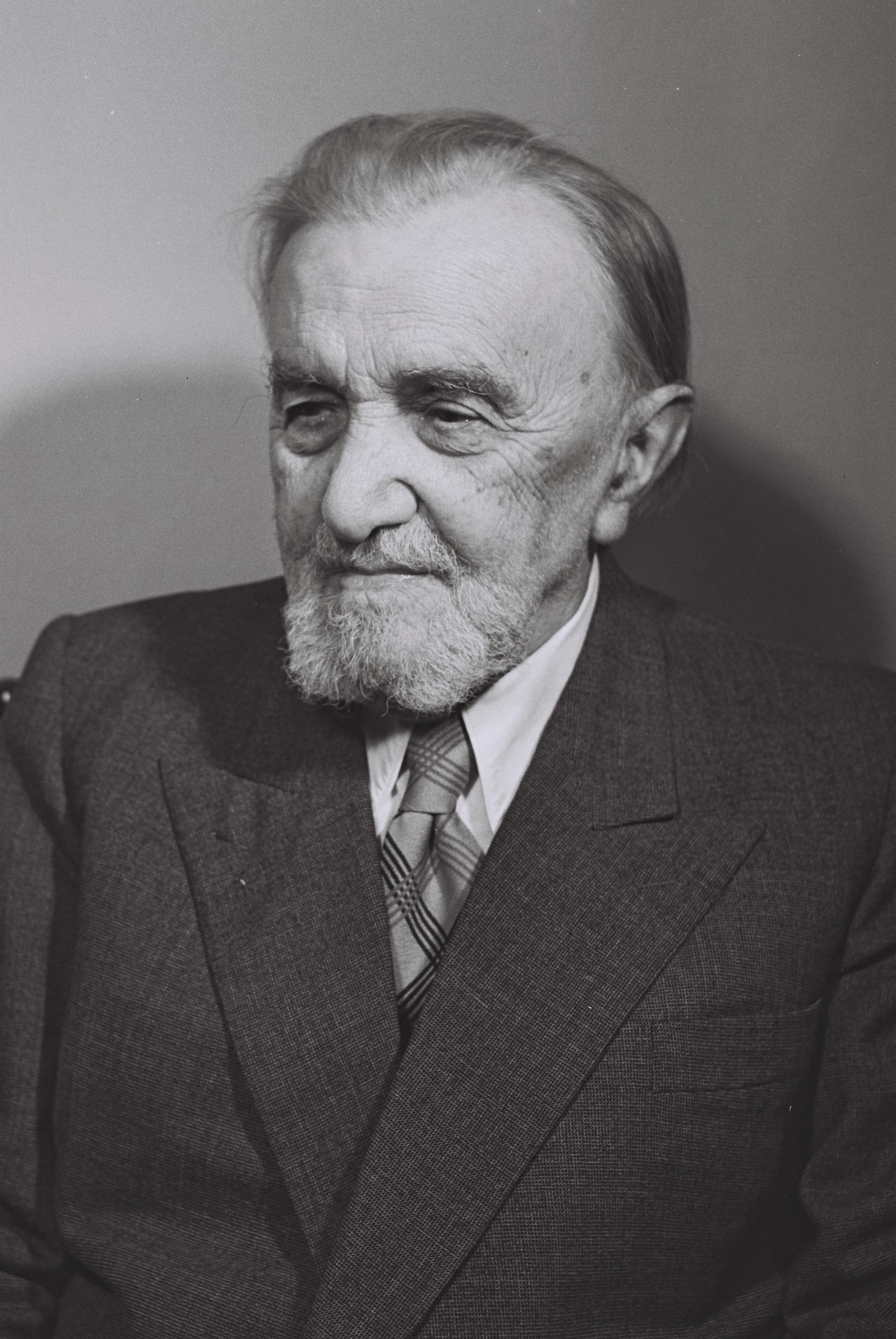
Eliyahu Berligne (1956)

Eliyahu Berligne (russisch Элияху Берлин Elijachu Berlin; * 1866 in Mogiljow; † 25. Februar 1959 in Tel Aviv-Jaffa) war ein russisch-israelischer Jurist, Unternehmer und Politiker.

## Leben
Berligne erfuhr eine jüdische Erziehung und besuchte dann das russische Gymnasium. Anschließend studierte er an der juristischen Fakultät der Universität Moskau. Er trat in die Chibbat Zion ein und wurde aktiver Zionist. Er nahm am ersten Zionistenkongress teil als fünftes Mitglied der Demokratischen Fraktion, und er war Gegner des Britischen Uganda-Programms. 1905 besuchte er das osmanische Eretz Israel. 1907 wanderte er nach Palästina aus und ließ sich in Jaffa nieder. Er gründete eine Seifenfabrik und eine Olivenölproduktion in Haifa und im Gusch Dan. Er gehörte zu den Gründern von Tel-Aviv und war Mitglied des ersten Verwaltungskomitees, dessen Vorsitzender er 1909 wurde. 1919 gehörte er zur Jischuw-Delegation bei der Pariser Friedenskonferenz 1919.
1920–1948 war Berligne Schatzmeister des Nationalausschusses (hebräisch הַוַּעַד הַלְּאֻמִּי HaWaʿad haLeʾummī), Exekutive der jüdischen Repräsentantenversammlung. Er arbeitete in der Bank HaPoʿalim, deren Direktor er 1921–1925 war. Auch war er Kuratoriumsmitglied des Technions. 1946 wurde er Ehrenbürger von Tel-Aviv.
1948 gehörte Berligne zu den Gründern der Miflaga Progresivit. Er war 1948 der älteste Mitunterzeichner der Israelischen Unabhängigkeitserklärung. Allerdings konnte er an der Zeremonie wegen seiner Krankheit nicht teilnehmen. Später schloss Berligne sich den Allgemeinen Zionisten an.
Berligne war verheiratet mit Zita Lasarewna geb. Poljakowa, Tochter des russischen Bankiers Lasar Solomonowitsch Poljakow.